# 顾宗瑞
顾宗瑞（1886年—1972年），为民国时期的航运业巨头，董建華的外公。

## 生平简介
出生于浙江省宁波府镇海县（今北仑区）大碶头村的贫苦农民家庭。13岁辍学到上海当学徒。后工作于海关，担任报关员。办事认真仔细，不久就得提升，升任主管。
1920年，顾宗瑞辞职自己创业，创立了泰昌祥报关行。因经营有方，涉足当时新兴的航运业，期间并学会了英文。1928年-1930年，购入永升号、永亨号、新祥泰号等新式蒸汽轮船。不久后规模进一步扩大，旋购入永敏号、永耀号、泰生号等轮船。1946年，顾宗瑞在上海创办了泰昌祥轮船公司，拥有新式轮船13艘，在上海、天津、武汉等地经营航运，成为当时国内航运界翘楚。
1930年代，顾宗瑞涉足纺织业和食品业。顾宗瑞在上海创立了瑞泰毛纺织厂，并在宁波创办了通记酱园，经营调味品业。
国共内战时期，中国经济产业遭到破坏。顾宗瑞遂将泰昌祥公司迁往香港，继续在航运界谋求发展。顾宗瑞来到香港后，抓住了世界航运业迅猛发展的先机，企业得到长足发展，并在世界各地如日本、美国、新加坡建立了分支机构。在港期间，顾宗瑞仍念念不忘故土，慈善支持家乡建设。
1972年，因病在香港逝世

## 家庭及其他
世界船王董浩云年轻时在顾宗瑞的企业里工作，因业绩出色，得到顾宗瑞的赏识，顾宗瑞并将大女儿顾丽真嫁予董浩云。顾宗瑞长子顾国敏于1923年出生。1949年，随家庭迁往香港，之后亦在香港发展。1972年，顾国敏创立香港万利轮船股份有限公司，并亲自担公司的任董事长兼总经理。顾国敏现任香港甬港联谊会名誉会长。顾宗瑞另有次子顾国华，三子顾国和。
“顾宗瑞优秀学生奖学金”即以顾宗瑞命名